# Batalha de Caltavulturo
A Batalha de Caltavuturo foi travada em 881 ou 882 entre o Império Bizantino e o Emirado Aglábida de Ifríquia, durante a conquista muçulmana da Sicília. Foi uma grande vitória bizantina, embora não podia reverter a conquista dos muçulmanos.

## História
Em 880, uma sucessão de vitórias navais sob o almirante Nasar permitiram ao imperador Basílio I, o Macedônio (r. 867–883) para conduzir uma contraofensiva contra os aglábidas no sul da Itália e Sicília. Na Sicília, contudo, os aglábidas ainda mantiveram a dianteira: na primavera de 881, o governador aglábida Haçane ibne Alabás invadiu os territórios bizantinos remanescentes e no processo derrotou comandante local, Barsácio, próximo de Taormina.
No ano seguinte (268 A.H., 881/882 d.C.), contudo, segundo ibne Alatir (A História Completa, VII.370.5-7), os bizantinos conduziram sua revanche, derrotando o exército aglábida sob Abu Taur tão completamente que relatadamente apenas sete homens sobreviveram. O comandante bizantino vitorioso é identificado pelos estudiosos modernos com Mosilices, que é conhecido por ter servido na área no começo da década de 880. Segundo a hagiografia do patriarca de Constantinopla Inácio, o general invocou o patriarca durante a batalha e ele apareceu sobe um cavalo branco no ar diante dele, aconselhando-o a lançar seu ataque à direita. Mosilices seguiu o conselho e venceu.
A batalha deu seu nome à localidade: o geógrafo do século XII Dreses registra o Castelo de Abu Taur (Calate Abi Taur), que é a origem do nome moderno Caltavuturo. Pelos anos seguintes, os muçulmanos lançaram vários raides, contra Catânia, Taormina e a "cidade do rei" (possivelmente Polizzi) em 883, contra Rometa e Catânia em 884 e novamente contra Catânia e Taormina em 885. Estas expedições foram bem-sucedidas no sentido que trouxeram butim ou tributo suficiente para pagar o exército, mas falharam em capturar os fortes bizantinos.